# 山口 (宮若市)
山口（やまぐち）は、福岡県宮若市の地名。郵便番号822-0153。

## 地理
宮若市北部に位置し、宗像市南郷区・宮若市笠松地域と経済圏が一体である。また、隣接する沼口に若宮インターチェンジがあることから、古賀市青柳（古賀インターチェンジ付近）と並ぶ宗像地方の道路網の2大拠点のひとつである。北で宗像市朝町・野坂・大穂（以上が南郷区）、東で上有木（笠松地域）、南東で沼口、南で平・稲光・宮永、南西で黒丸、西で犬鳴・古賀市薦野、北西で福津市本木と隣接する。

### 河川
- 山口川 - 地内南辺を東流する。

### 湖沼
- 鶴ケ谷溜池

### 山岳
- 磯辺山
- 天ノ坊
- 西山

## 歴史
中世において、南郷地区とともに、宗像荘の一部であった。

## 交通
- 福岡県道30号飯塚福間線
- 福岡県道75号若宮玄海線
- 福岡県道92号宗像篠栗線
- 九州自動車道 - 地内に出入口は設置されていないが、隣接する沼口に若宮インターチェンジが置かれ、利用できる。

## 施設
- 宮若市山口コミュニティセンター
- 直方警察署山口駐在所 - 旧・宮若警察署（宮田警察署）山口駐在所。
- 小原中央公民館
- 里公民館
- 浅ケ谷公民館
- 野中公民館
- 弥ヶ谷集会所
- 小原集会所
- 宮若市立山口小学校
- 鞍手山口簡易郵便局
- 福岡国際カントリークラブ - 南側の一部。
- プリンスゴルフクラブ
- 宮若市馬口キャンプ場
- 猫塚公園 - 追い出し猫伝説の舞台となった西福寺の跡地に作られており、
- 山口八幡宮
- 伊久志神社
- 天満神社